# Nogajer
Nogajer är ett turkiskt folk som lever i Karatjajen-Tjerkessien, Tjetjenien, Ingusjien och Dagestan. De är muslimer, men sederna är annorlunda än hos många andra muslimer och kvinnorna använder bland annat inte slöja. De nogajiska kvinnorna är kända för sina smycken. Deras språk nogaiskan är ett Kiptjaknogaiskt turkspråk nära besläktat med kazakiskan. Sedan 1930 finns ett skriftspråk.
De flesta var tidigare nomader även om vissa är jordbrukare, men i samband med Ryska revolutionen tvingades de att överge sitt nomadiska liv och bosätta sig i kollektiva jordbruksfarmer. Deras namn sägs härstamma från Nogai Khan, som på 1200-talet härskade över mongolerna och 1261 gjorde sig oberoende av Gyllene horden. Under 1500-talet och 1600-talen strövade Nogajer med sina hjordar ibland långt västerut.